# SoftMaker Office
SoftMaker Office — офисный пакет для операционных систем Windows, Linux, FreeBSD, Windows CE и Pocket PC. Разработчик — немецкая компания SoftMaker Software GmbH (Нюрнберг). Первая версия вышла в 1989 году. Вплоть до выпуска 2006 года включительно пакет состоял из следующих приложений:
- TextMaker (текстовый процессор)
- PlanMaker (электронная таблица)

Выпуск SoftMaker Office 2008, доступный для Windows, Linux, Windows Mobile и Windows CE, включил в себя дополнительно два новых приложения:
- SoftMaker Presentations (презентационная графика, формат файла совместим с Microsoft PowerPoint)
- BasicMaker (только Win32, средство программирования, подобное VBA)

На данный момент выпуск 2012 поставляется в двух вариантах SoftMaker Office Standard 2012 и SoftMaker Office Professional 2012 стоимостью 77,95 $ и 99,95 $ соответственно и 30-дневным пробным периодом, есть возможность платного перехода со старых версий. Также доступна бесплатная версия с ограничениями в функционале — документы в форматах Microsoft Office (docx, xlsx, pptx) нельзя создавать и редактировать. Полный список ограничений можно посмотреть по адресу http://www.softmaker.net/down/officecomparison_en.pdf
В выпуске SoftMaker Office Professional 2012, также доступном для Windows, Linux, Windows Mobile и Windows CE, добавлены почтовый клиент — EmClient Pro, а также 4 дополнительных словаря.
На стадии бета тестирования находится версия для Android.
SoftMaker Office обладает многими функциями конкурирующих офисных пакетов Microsoft Office, OpenOffice.org и WordPerfect Office, может запускаться с флеш-накопителя USB. Пакет использует собственный формат файлов, однако последняя версия включает полную поддержку совместимости с форматами Microsoft Office, OpenDocument (только Excel, Word и PowerPoint (DOC, XLS, PPT, DOCX, XLSX, PPTX и т. д.)), форматов используемых в Microsoft Office 2007 и более ранних версиях Microsoft Office. Имеет многоязычный интерфейс и проверку правописания с расстановкой переносов, на данный момент доступны: английский, голландский, греческий, датский, итальянский, испанский, немецкий, норвежский, португальский, французский, шведский и русский языки. Начиная с ревизии 663, SoftMaker Office 2012 для Windows и для Linux может использовать словари в формате Hunspell. Интерфейс пользователя основан на внешнем виде Microsoft Office 2003.
В разработке DataMaker — СУБД, аналог Microsoft Access. На данное время находится в стадии альфа тестирования.

## Статьи
- Clinton Fitch. SoftMaker Office 2006 (англ.). hpcfactor.com (9 июля 2007). Дата обращения: 18 сентября 2016.